# Mount Whillans
Mount Whillans är ett berg i Antarktis. Det ligger i Västantarktis. Argentina, Chile och Storbritannien gör anspråk på området. Toppen på Mount Whillans är 870 meter över havet, eller 241 meter över den omgivande terrängen. Bredden vid basen är 1,6 km.
Terrängen runt Mount Whillans är varierad. Trakten är obefolkad. Det finns inga samhällen i närheten.